# 크라티겐
크라티겐(독일어: Krattigen)은 스위스 베른주의 프루티겐-니더지멘탈구에 있는 자치체이다.
이곳은 툰 호수가 내려다 보이는 언덕에 위치하고 있다.

## 역사
크라티겐은 Krattingen으로 1300년경에 처음 언급되었다.
이 지역에 정착한 가장 초기의 흔적은 크라티겐그라벤에서 발견된 후기 청동기 시대 도끼이다. 중세 시대에 마을 근처에 로텐뷜성이 세워졌다. 성은 현재의 어떤 기록에도 나타나지 않으며, 오늘날에도 해자만 남아 있다. 마을은 에센바흐 남작 영지의 일부로 처음 언급되었다. 1300년까지 이곳은 코르비에르 영주의 영지가 되었다. 그 후 곧 그것은 베른 슐타이스 쿠노 무엔처의 영지가 되었다. 1308년 독일의 알브레히트 1세가 그의 조카 요한 파리키다에 의해 폐위된 후 오스트리아 합스부르크 왕가는 크라티겐에 대한 청구를 진행했다. 베른 샤르나흐탈 가문은 1366년에 이 지역에 대한 권리를 매입하기 시작했고, 1483년에 마침내 마을 전체를 소유하게 되었다. 그러나 1513년에 베른은 마을을 인수하여 뮐레넨에 있는 그들의 대표자 아래에 두었다. 나중에 베른은 마을을 프루티겐 아래에 두었다.
역사적으로 마을은 에시의 큰 교구의 일부였다. 마침내 크라티겐에 효도 교회가 세워졌다.
전통적으로 지역 경제는 농업과 계절별 고산 목축을 기반으로 했다. 18세기에 마을 근처에 석고 광산이 열렸다. 오늘날 광산은 라이시겐 석고 공장의 일부이다. 소기업과 관광업은 20세기에 마을에 침투하기 시작했다. 지자체는 스위스 연방 철도 네트워크에 연결되어 있지 않지만, 노동 인구의 거의 4분의 3이 지자체 외부로 통근한다.

## 지리

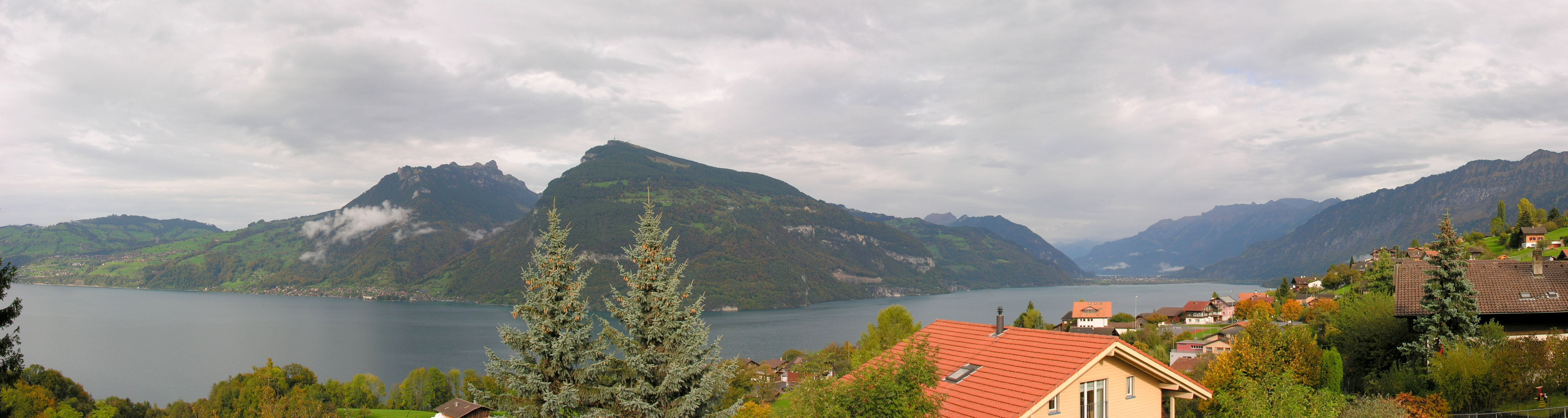
크라티겐에서 본 툰호의 풍경

크라티겐의 면적은 6k㎡이다. 이 면적 중 2.25k㎡ (37.3%)가 농업용으로 사용되는 반면, 3.06k㎡ (50.7%)는 산림으로 사용된다. 나머지 토지 중 0.64k㎡ (10.6%)가 정착(건물 또는 도로), 0.02k㎡ (0.3%)가 강 또는 호수이고, 0.06k㎡ (1.0%)는 비생산적인 토지이다.
조성면적 중 주택과 건물이 5.8%, 교통기반시설이 1.8%를 차지했다. 전력 및 수자원 기반 시설 및 기타 특별 개발 지역은 면적의 2.5%를 구성한다. 산림 토지 중에서 전체 토지 면적의 45.9%는 삼림이 무성하고, 4.8%는 과수원 또는 작은 나무 군락으로 덮여 있다. 농경지 중 26.7%가 목초지이고, 1.3%가 과수원이나 덩굴 작물에, 9.3%가 고산 목초지에 사용된다. 시정촌의 모든 물은 호수에 있다.
크라티겐은 툰 호수의 왼쪽 기슭에 있다. 여기에는 크라티겐, 슈툴레크, 외어틀리마트 마을과 흩어져 있는 개별 농장이 포함된다.
2009년 12월 31일에 시정촌의 이전 구역인 프루티겐군이 해산되었다. 다음 날 2010년 1월 1일에 새로 생성된 프루티겐-니더지멘탈구에 합류했다.

## 인구통계
2020년 12월 기준, 크라티겐의 인구는 1,130명이다. 2010년 기준으로 인구의 5.5%가 거주하는 외국인이다. 지난 10년(2000-2010년) 동안 인구는 14.8%의 비율로 변화했다. 이민은 16.9%, 출생 및 사망은 -8.7%를 차지했다.
2000년 기준, 대부분의 인구는 838명(95.0%)으로 독일어를 모국어로 사용하고, 프랑스어가 16명(1.8%)으로 두 번째로 많이 사용하고, 세르보크로아티아어가 8명(0.9%)으로 세 번째로 사용된다. 이탈리아어를 할 줄 아는 사람이 3명 있다.
2008년 기준으로 인구는 남성 48.5%, 여성 51.5%이다. 인구는 446명의 스위스 남성(45.6%)과 28명(2.9%)의 비스위스계 남성으로 구성되었다. 스위스 여성은 478명(48.9%), 비스위스계 여성은 26명(2.7%)이었다. 지자체의 인구 중 246명(27.9%)가 크라티겐에서 태어나 2000년에 그곳에 살았다. 같은 주에서 태어난 373명(42.3%)가 있었고, 146명(16.6%)가 스위스 다른 곳에서 태어났다. 86명(9.8%)가 스위스 외부에서 태어났다.
2010년 기준으로 아동·청소년(0~19세)이 17.1%, 성인(20~64세)이 54.5%, 노인(64세 이상)이 28.4%를 차지한다.
2000년 기준으로 시정촌에는 미혼이거나 독신인 사람이 313명 있다. 기혼자는 446명, 미망인은 90명, 이혼한 사람은 33명이었다.
2000년 현재 1인 가구는 115가구, 5인 이상 가구는 25가구이다. 2000 년에는 총 347채(전체의 65.6%)가 상설 임대되었으며, 135채(25.5%)가 계절적 임대, 47채(8.9%)가 비어 있었다. 2010년 기준 신규주택 건설률은 인구 1,000명당 6.1세대이다. 2011년 시정촌 공실률은 0.16%였다.
역사적 인구는 다음 차트에 나와 있다.

## 정치
2011 년 연방 선거에서 가장 인기 있는 정당은 33.3%의 득표율을 기록한 보수민주당(BDP) 이었다. 다음으로 가장 인기 있는 3개 정당은 스위스인민당(SVP) (30.8%), 사회민주당(SP) (11.2%), 녹색당 (6.5%)이었다. 이번 연방선거에서는 총 442표를 득표했고, 투표율은 55.4%였다.

## 경제
2011년 현재 크라티겐의 실업률은 1.95%이다. 2008년 기준으로 시정촌에 고용된 사람은 총 246명이다. 이 중 1차 경제 부문에 37명이 고용되었고, 이 부문에 약 14개 기업이 참여했다. 30명이 2차 부문에 고용되었고, 이 부문에는 9개의 기업이 있었다. 179명이 3차 부문에 고용되어 있으며, 이 부문에는 19개의 기업이 있다. 시정촌 주민은 396명으로 일정 정도 고용되었으며, 그중 여성이 전체 노동력의 41.7%를 차지했다.
2008년에는 총 180개의 정규직에 상응하는 일자리가 있었다. 1차 부문의 일자리 수는 22개였으며, 그중 18개는 농업에, 4개는 임업 또는 목재 생산에 종사했다. 2차 부문의 일자리 수는 26개였으며, 그중 17개(65.4%)는 제조, 9개(34.6%)는 건설에 종사했다. 3차 부문의 일자리 수는 132개였다. 3차 부문의 경우 5개(3.8%)는 도소매 또는 자동차 수리, 52개(39.4%는 호텔 또는 레스토랑, 20개(15.2%는 정보 산업, 5개(3.8%)는 기술 전문가 또는 과학자, 5개(3.8%)는 교육 분야에 있었고, 37개(28.0%)는 의료 분야에 있었다.
2000년 기준으로 시정촌으로 출퇴근하는 근로자는 113명, 출퇴근 근로자는 257명이었다. 지자체는 근로자의 순수출 지자체로, 들어오는 1명당 약 2.3명의 근로자가 지자체를 떠나고 있다. 근로인구 중 14.9%가 대중교통을 이용하여 출퇴근하고, 53.3%가 자가용을 이용하였다.

## 종교
2000년 인구 조사에서 76명(8.6%)가 로마 카톨릭 신자였으며, 605명(68.6%)가 스위스 개혁 교회에 속해 있었다. 나머지 인구 중 정교회 교인은 15명 (1.70%)이었고, 다른 기독교 교인은 163명(18.48%)이었다. 유대인은 6명(인구의 약 0.68%)이었고, 이슬람교은 6명(0.68%)이었다. 62명(7.03%)이 교회에 속하지 않고, 불가지론자 또는 무신론자이며 , 30명(인구의 약 3.40%)이 질문에 대답하지 않았다.

## 교육
크라티겐에서는 인구의 약 387명(43.9%)이 필수가 아닌 고등 중등 교육을 이수했으며, 92명(10.4%)이 추가 고등 교육(대학 또는 응용학문대학)을 마쳤다. 고등 교육을 이수한 92명 중 64.1%가 스위스 남성, 23.9%가 스위스 여성, 7.6%가 비스위스계 남성이었다.
베른주 학교 시스템은 1년의 의무 없는 유치원, 6년의 초등학교를 제공한다. 이후 3년 동안의 의무적 중학교 과정을 거쳐 학생들을 능력과 적성에 따라 구분한다. 중학교 이하 학생들은 추가 학교에 다니거나 견습생으로 들어갈 수 있다.
2010-11학년도 동안 크라티겐의 수업에 총 64명의 학생이 참석했다. 시정촌에는 15명의 학생이 있는 유치원이 하나 있었다. 유치원생 중 13.3%는 교실 언어와 다른 모국어를 사용한다. 지자체에는 3개의 초등 학급과 49명의 학생이 있었다. 초등학생 중 2.0%는 스위스의 영주권 또는 임시 거주자(시민권 아님)였으며 4.1%는 교실 언어와 다른 모국어를 사용한다.
2000년 현재 크라티겐에는 다른 지자체에서 온 2명의 학생이 있었고, 47명의 주민들은 지자체 외부의 학교에 다녔다.